# Дьо Дмитро Едуардович
Дмитро Едуардович Дьо (12.06.1987—26.02.2022) — майор (посмертно) Збройних Сил України, учасник російсько-української війни.

## Життєпис
Народився 12 червня 1987 року в м. Аккурган, Ташкентська область, Узбекистан.
В 2010 році закінчив Харківський ІТВ НТУ «ХПІ» і одразу після навчання став в лави 30 окремого батальйону на посаду командир димового  взводу димової роти, а вже згодом виконував обов’язки на посаді командира роти аерозольного маскування в 91 окремому оперативному полку підтримки. Приймав безпосередню участь у захисті Батьківщини в районах проведення АТО та ООС.
Обіймаючи посаду командира роти аерозольного маскування якісно організовував та контролював бойову готовність роти, заняття з бойової підготовки. Виховував особовий склад роти в дусі свідомого ставлення до виконання військового обов`язку, любові до Батьківщини. Підтримував військову дисципліну та морально – психологічний стан підлеглого особового складу на високому рівні.
У військовому колективі користувався заслугованим авторитетом та повагою.
Загинув 26 лютого 2022 в районі міста Охтирка.

## Нагороди та вшанування
- Орден «Богдана Хмельницького» III ступеня[1].